# ساندرین روسو
ساندرین روسو (زاده ۸ مارس ۱۹۷۲) یک اقتصاددان و سیاستمدار اکوسوسیالیست و اکوفمینیسم اهل فرانسه است. او از سال ۲۰۲۲ به‌عنوان یکی از نمایندگان حزب سبز فرانسه در مجلس ملی فرانسه عضویت دارد. وی از زمان انتخاب در مجلس ملی فرانسه با گرفتن مواضع جنجال برانگیز و از دید عده‌ای افراطی در زمینه‌های اقلیمی و حقوق زنان به یکی از جنجالی‌ترین نمایندگان این مجلس تبدیل شده است.
ساندرین روسو پیش از ورود به سیاست به‌عنوان نایب رئیس دانشگاه لیل خدمت می کرد.

## اوایل زندگی
ساندرین روسو در ۸ مارس ۱۹۷۲ در شهر مزون-آلفور در نزدیکی پاریس به دنیا آمد. وی در کودکی به‌همراه خانواده‌اش به شهر کوچکی در دپارتمان شرانت-ماریتیم مهاجرت کرد، جایی که پدرش در فعالیت‌های سیاسی دخیل بود و بین سال‌های ۲۰۰۱ تا ۲۰۰۸ شهردار آنجا بود.

## فعالیت سیاسی
روسو از دوران دانشجویی در فعالیت‌های سیاسی و اجتماعی دخیل بود و از همان ایام به عضویت حزب سبز فرانسه درآمد.
وی در سال ۲۰۱۱ به عضویت در هیئت رهبری ملی حزب سبز انتخاب شد. او در سال ۲۰۲۱ در انتخابات درون حزبی حزب سبز فرانسه برای انتخاب نامزد این حزب در انتخابات ریاست‌جمهوری فرانسه شرکت کرد ولی با اختلاف اندکی از یانیک ژادو که نماینده جناح راست و لیبرال حزب بود شکست خورد. وی در ابتدا به کمپین یانیک ژادو برای انتخابات ملحق شد ولی در مارس ۲۰۲۲ پس از مخالفت با سیاست‌های لیبرال ژادو از این کمپین جدا شد.
ساندرین روسو در انتخابات مجلس فرانسه که در ژوئن ۲۰۲۲ برگزار شد شرکت کرد و توانست به‌عنوان یکی از نمایندگان شهر پاریس به این مجلس راه یابد. وی از زمان ورود به مجلس ملی فرانسه، با گرفتن مواضع به شدت جنجالی سوسیالیستی و فمینیستی به یکی از جنجالی‌ترین اعضای حزب خود در صحنه سیاست فرانسه تبدیل شده است.